# Pasja

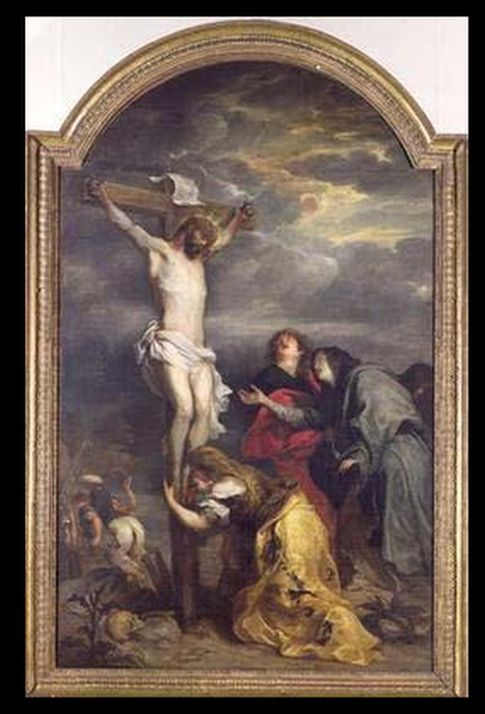
Obraz Antoona van Dycka Ukrzyżowanie

Pasja (łac. passio – cierpienie, męka) – fragmenty Ewangelii opowiadające o męce Pańskiej – ostatnich 12 godzinach życia Jezusa Chrystusa, od pojmania w Ogrójcu do śmierci na krzyżu na wzgórzu zwanym Golgota. 
Jej rozpamiętywanie stanowi treść nabożeństw Drogi krzyżowej i Gorzkich żali oraz liturgia Wielkiego Tygodnia zapoczątkowana jeszcze liturgią Niedzieli Palmowej.
W średniowieczu powstawały liczne dzieła związane z pasją, wtedy narodził się też kanon muzyki liturgicznej zwany pasją, któremu następnie towarzyszyły również teksty i rzeźby (np. Pietà), opisujące lub zawierające elementy oparte na poszczególnych epizodach Nowego Testamentu, szczególnie Ewangelii. 

## Chronologia Pasji według Ewangelii
- Jezus kończy modlitwę w Ogrójcu.
- Pocałunek Judasza.
- Zgraja z mieczami rzuca się na Jezusa.
- Św. Piotr odcina ucho jednemu ze sług arcykapłanów, Malchosowi.
- Pojmanie Jezusa.
- Uczniowie Jezusa uciekają.
- Za Jezusem idzie „pewien młodzieniec” (utożsamiany ze św. Markiem Ewangelistą, „odziany prześcieradłem na gołym ciele. Chcieli go chwycić, lecz on zostawił prześcieradło i nago uciekł od nich” (Mk 14,51-52).
- W nocy ludzie pilnujący Jezusa wyszydzali Go (por. Łk 22,63-65).
- Zaprowadzenie Jezusa do Annasza, arcykapłana, cieszącego się powagą wśród ludu.
- Annasz pyta Jezusa o jego naukę. Jeden ze sług Annasza policzkuje Jezusa.
- Annasz odsyła Jezusa do arcykapłana Kajfasza, swojego zięcia
- Fałszywe świadectwa przeciw Jezusowi (por. Mk 14,55-59).
- Zaparcie się Piotra.
- Kajfasz odsyła Jezusa do pałacu Poncjusza Piłata (zwanego w Ewangeliach pretorium).
- Judasz opamiętał się i przyznał do grzechu. Poszedł oddać srebrniki. Potem z rozpaczy powiesił się (por. Mt 27,3-10).
- Piłat pyta Żydów o winę Jezusa.
- Piłat sugeruje Żydom, by sami osądzili Jezusa. Oni jednak odrzekli, że sami nie mogą nikogo zabić.
- Piłat przepytuje Jezusa, czy jest królem. Jezus przyznaje, że jest królem.
- Piłat oznajmia Żydom, że Jezus jest niewinny.
- Piłat dowiedział się, że Jezus jest Galilejczykiem, dlatego kieruje go do Heroda, „który w tych dniach również przebywał w Jerozolimie” (Łk 23,7).
- Herod ucieszył się widząc Jezusa, „od dawna bowiem chciał Go ujrzeć, ponieważ słyszał o Nim i spodziewał się, że zobaczy jaki znak, zdziałany przez Niego” (Łk 23,8).
- Jezus nic nie odpowiada na pytania Heroda.
- Herod każe ubrać Jezusa w purpurowy płaszcz i odesłać z powrotem do Piłata.
- Piłat pyta Żydów, czy z okazji Paschy ma uwolnić Jezusa czy Barabasza. Żydzi proszą o uwolnienie Barabasza.
- Biczowanie i ukoronowanie cierniem Jezusa.

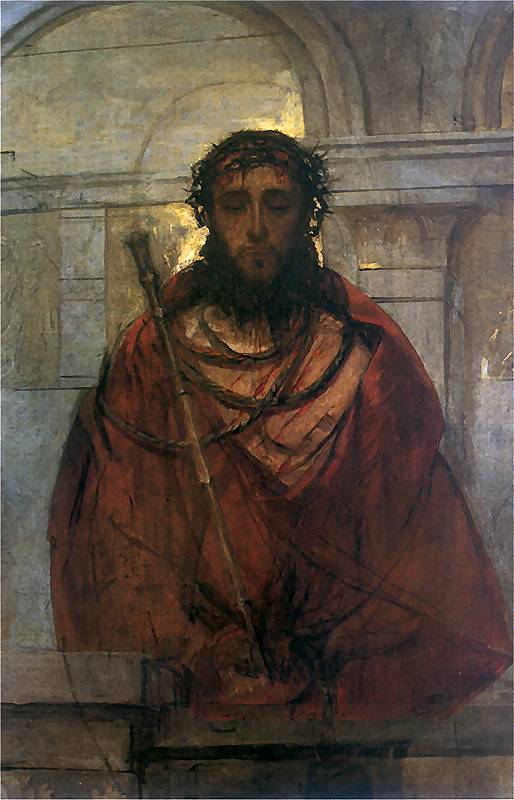
Adam Chmielowski – Ecce Homo

- Piłat pokazuje umęczonego Jezusa Żydom (Ecce Homo).
- Piłat dalej chciał uwolnić Jezusa.
- Żydzi zagrozili Piłatowi: «Jeżeli Go uwolnisz, nie jesteś przyjacielem Cezara. Każdy, kto się czyni królem, sprzeciwia się Cezarowi».
- Piłat usiadł na Lithostrotos.
- Około południa, wobec uporczywych nalegań Żydów Piłat skazał Jezusa na śmierć.
- Jezus wziął krzyż na Golgotę.

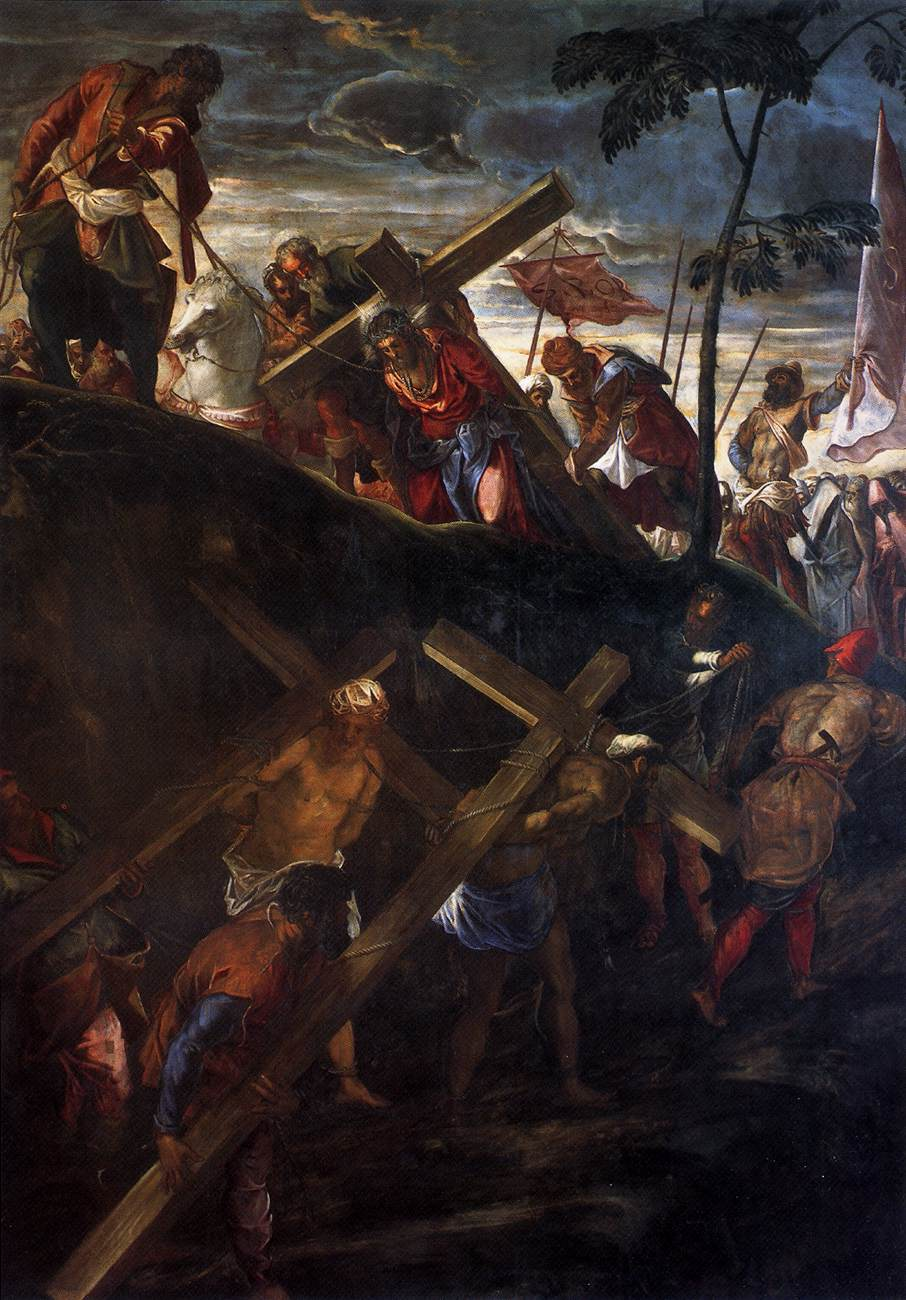
Jacopo Tintoretto – Dźwiganie krzyża

- Żołnierze zmuszają Szymona z Cyreny, by pomógł Jezusowi nieść krzyż.
- Jezus pociesza płaczące niewiasty (por. Łk 23,27-31).
- Ukrzyżowanie Jezusa, wraz z dwoma złoczyńcami.
- Zmrok opanował ziemię. (por. Mt 27,45)
- Jezus został poczęstowany winem z goryczą (mirrą), ale nie chciał pić (por. Mt 27,33-34).
- Piłat na krzyżu kazał zawiesić przyczynę skazania: INRI.
- Żołnierze podzielili szaty Jezusa między siebie.
- Jezus jest lżony przez przechodzących ludzi i złoczyńców na krzyżu.
- Jezus obiecuje raj dobremu łotrowi (por. Łk 23,39-43).
- Testament z krzyża – „Niewiasto, oto syn Twój. Następnie rzekł do ucznia: Oto Matka twoja.”
- Jezus skosztował octu z hizopu.
- Jezus zawołał: «Eli, Eli, lema sabachthani?» (patrz: słowa Jezusa na krzyżu).
- Jezus woła: „Ojcze, w Twoje ręce powierzam ducha mojego”.
- Jezus umiera.
- „A oto zasłona przybytku rozdarła się na dwoje z góry na dół; ziemia zadrżała i skały zaczęły pękać” (por. Mt 27,51).
- Nawrócenie się jednego z setników.
- Przebicie włócznią boku Jezusa.
- Wieczorem Józef z Arymatei, członek Sanhedrynu, poprosił Piłata o ciało Jezusa.
- Józef z Arymatei i Nikodem zabierają ciało Jezusa i owijają je w czyste płótno.
- Józef i Nikodem chowają ciało Jezusa w grobie.
- Józef zatoczył przed grobem duży kamień.
- Arcykapłani poprosili Piłata, by zabezpieczył grób i ustawił straż.
- Piłat zgodził się.
- Arcykapłani poszli i zabezpieczyli grób opieczętowując kamień i stawiając straż (por. Mt 27,66).

## Opracowania muzyczne Pasji
Pasja według św. Jana
- Cypriano de Rore – Passio Domini Nostri Jesu Christi Secundum Johannem
- Leonhard Lechner – Johannes-Passion (1594)
- Heinrich Schütz – Pasja według św. Jana, SWV 481
- Alessandro Scarlatti – Domini Nostri Jesu Christi secundum Ioannem (1679)
- Georg Friedrich Händel – Pasja według św. Jana (1704)
- Johann Sebastian Bach – Pasja według św. Jana (BWV 245) Wersja I (1724), Wersja II (1725), Wersja III (1728/30?), Wersja IV (1749)
- Gottfried August Homilius – Pasja według św. Jana, HoWV I.4

Pasja według św. Łukasza
- Heinrich Schütz – Pasja według św. Łukasz, SWV 480
- Reinhard Keiser – Pasja według św. Łukasza (zachowane fragmenty)
- Jan Sebastian Bach – Pasja według św. Łukasza (BWV 246)
- Krzysztof Penderecki – Pasja według św. Łukasza

Pasja według św. Mateusza
- Heinrich Schütz – Pasja według św. Matusza, SWV 479 (1666)
- Jan Sebastian Bach – Pasja według św. Mateusza (BWV 244)
- Georg Philipp Telemann – Matthäus Passion (1746)
- Hilarion Alfiejew – Pasja według św. Mateusza

Pasja według św. Marka
- Reinhard Keiser – Passio secundum Marcum (Markuspassion) (Hamburg, 1717)
- Jan Sebastian Bach – Pasja według św. Marka (BWV 247)
- Paweł Mykietyn – Pasja według św. Marka

Pasja z librettem Bartholda Heinricha Brockesa
- Georg Friedrich Händel – Brockes-Passion (HWV 48)
- Johann Mattheson – Brockes-Passion
- Georg Philipp Telemann – Brockes-Passion (1716, wersja zrewidowana 1722)
- Reinhard Keiser – Brockes-Passion
- Johann Friedrich Fasch – Brockes-Passion
- Gottfried Heinrich Stölzel – Brockes-Passion

## Muzyka pasyjna
- Reinhard Keiser:
  - Der blutige und sterbende Jesus (Unendlich preist das Harze) (tekst Ch.F. Hunold-Menantes, Hamburg, Wielki Tydzień, 1704)
  - Tranen unter dem Kreuze Jesu (Ein Lammlein geht und tragt die Schuld) (tekst J.U. von König, Hamburg, 30 marca 1711)
  - Der zum Tode verurtheilte und gecreutzigte Jesus (tekst J.U. von König, Hamburg, 1715)
  - Die über Triumph ihres Heylandes Jesu jubilirende gläubige Seele (Hamburg, 2 listopada 1717) – dzieło zaginęło
  - Die durch Grossmuth und Glauben triumphirende Unschuld oder Der siegende David (tekst J.U. von König, Hamburg, 9 września 1721)
- Johann Mattheson: 
  - Das Lied des Lammes (tekst Postel, Hamburg, 1723)

## Pasja w literaturze
Męka i śmierć Jezusa jest też tematem literatury pięknej. Przykładem utworu podejmującego tę kwestię jest kunsztowny Sonet na całą Mękę Pańską barokowego polskiego poety Stanisława Herakliusza Lubomirskiego. Angielski poeta metafizyczny John Donne napisał wiersz Crucifying.

## Pasja w filmie
W 2004 miała miejsce premiera filmu Pasja w reżyserii Mela Gibsona, w którym rolę Jezusa zagrał James Caviezel. Scenariusz powstał na podstawie objawień prywatnych niemieckiej mistyczki bł. Anny Katarzyny Emmerich.